# Stromingen in de Democratische Partij
De Democratische Partij, een van de twee grote politieke partijen in de Verenigde Staten, bestaat uit verschillende ideologische stromingen. Gezien de Verenigde Staten een de facto tweepartijenstelsel hebben, functioneren zowel de Democratische als de Republikeinse Partij als big tents die kiezers met verschillende belangen, ideologische profielen en demografieën bijeenbrengen. Dat, en regionale verschillen, weerspiegelt zich in de ideologische stromingen binnen de partij. Op bepaalde punten verschillen de Democratische stromingen onderling sterk van mening, op andere vlakken bestaat er voldoende consensus om binnen de partij samen te werken.
Sinds de oprichting van de partij begin 19e eeuw is de ideologie meermaals gewijzigd en hebben verschillende stromingen de koers bepaald. In de 21e eeuw vormen modern liberalisme en sociaalliberalisme de kern van het partijproject. Daarmee is de Democratische Partij zowel de economisch meest linkse als de sociaal-cultureel meest libertaire partij van de twee grote partijen.
In het 117e Amerikaans Congres bestaat de Democratische fractie voornamelijk uit progressieven, liberals en moderates. Van links naar rechts zijn de volgende strekkingen vertegenwoordigd: democratisch-socialisten en sociaaldemocraten, de progressieve vleugel, de liberals, de moderates en de conservatieve Democraten. Libertairen, tot slot, vallen op bepaalde punten links in het spectrum, op andere rechts.

## Stromingen

### Links
In de 20e en 21e eeuw hebben verschillende sociaaldemocraten en socialisten in de partij gediend. Sommige linkse partijen en organisaties zoals Social Democrats, USA (SDUSA) en Democratic Socialists of America (DSA) koesterden plannen om van de kapitalistische Democratische Partij een sociaaldemocratisch project te maken. Sinds de Grote Recessie, de Occupy-beweging en de presidentscampagne van Bernie Sanders in 2016, is de steun voor sociaaldemocratische en socialistische ideeën toegenomen binnen de partij.
Het 118e Amerikaans Congres (2023) telt acht socialisten. Senator Bernie Sanders van Vermont zetelt als onafhankelijke in de Democratische fractie en noemt zichzelf een democratisch-socialist. De sinds 2018 verkozen afgevaardigden Alexandria Ocasio-Cortez en Jamaal Bowman uit New York, Rashida Tlaib uit Michigan, Cori Bush uit Missouri en Greg Casar uit Texas zijn allen leden van DSA. Summer Lee uit Pennsylvania is ex-DSA-lid. Afgevaardigde Ilhan Omar is socialist, maar niet aangesloten bij een organisatie.

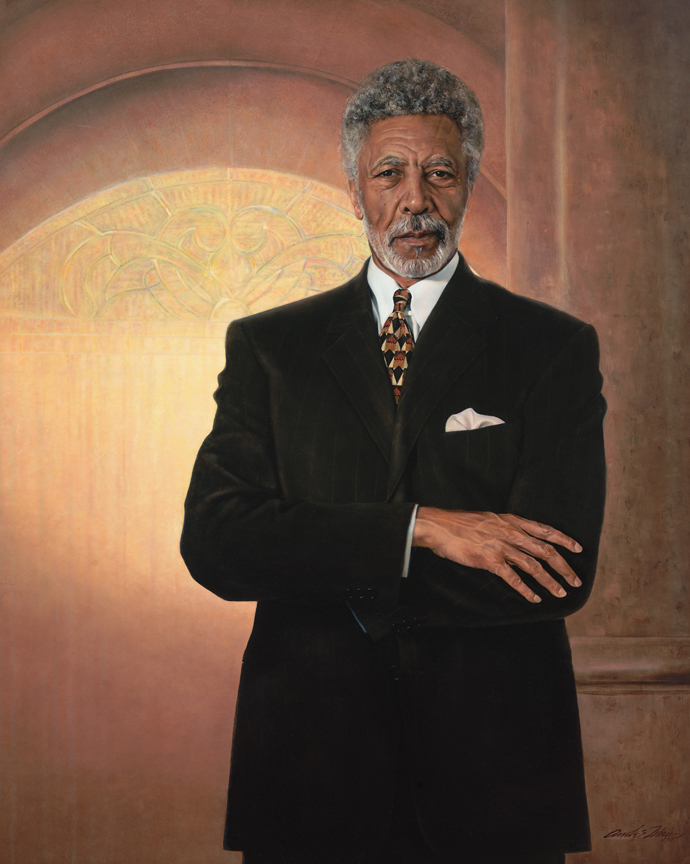
Socialist Ron Dellums zetelde van 1971 tot 1998 in het Huis van Afgevaardigden en was van 2007 tot 2011 burgemeester van Oakland
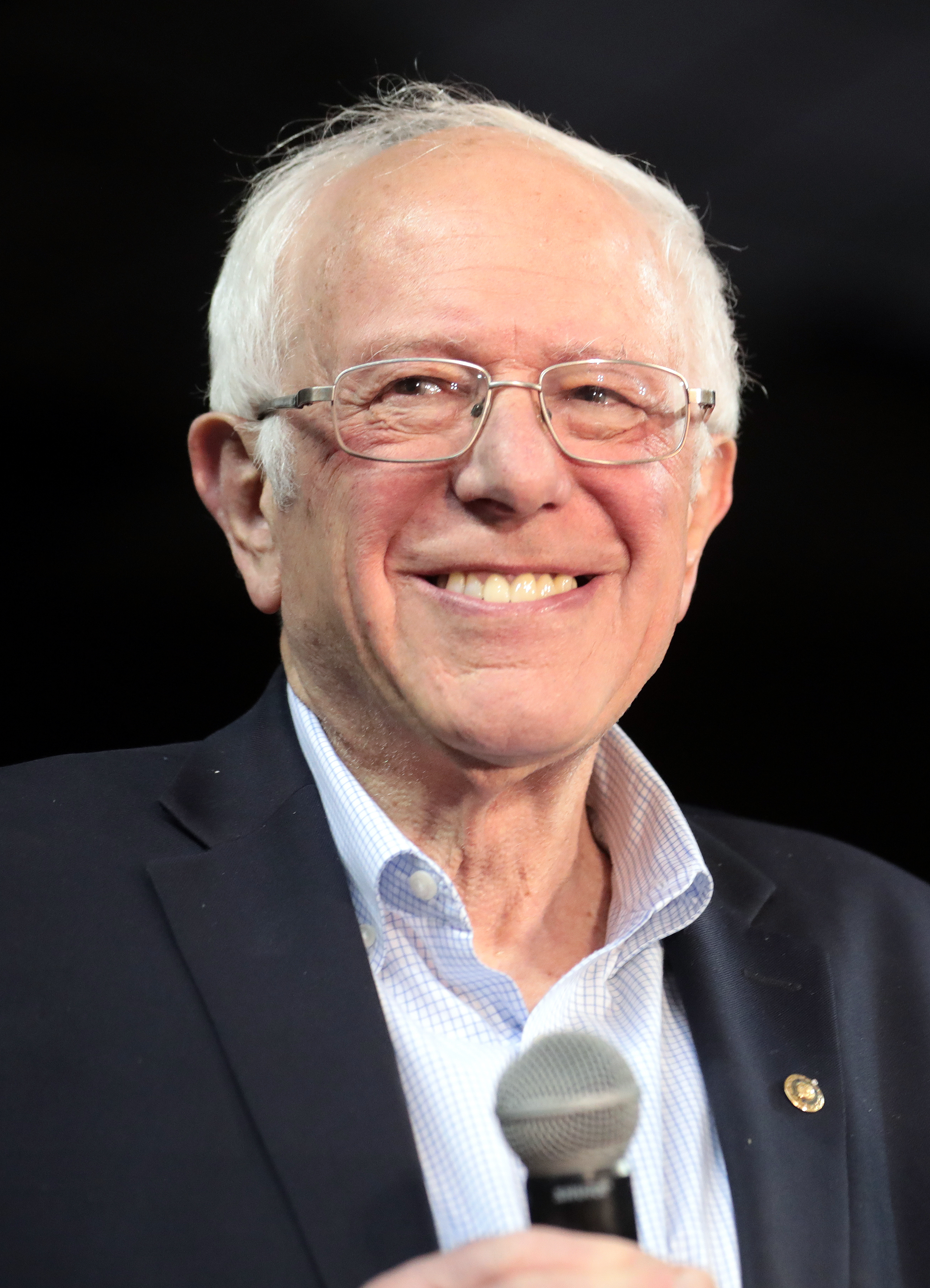
Bernie Sanders was burgemeester van Burlington in de jaren 80, zetelt sinds 1991 in het Congres en was presidentskandidaat in 2016 en 2020
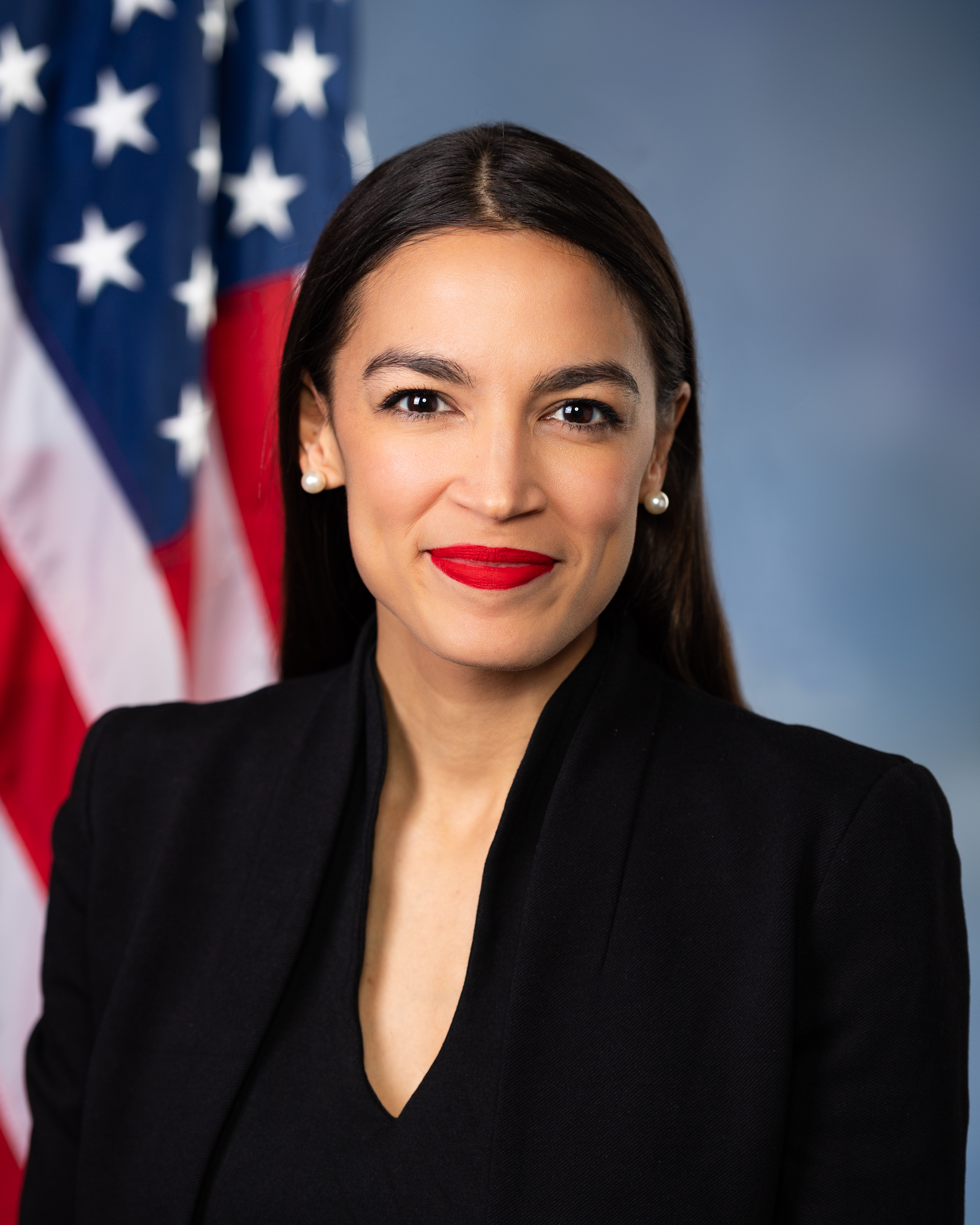
Alexandria Ocasio-Cortez raakte in 2018, met de steun van de DSA, verrassend verkozen tot het Huis van Afgevaardigden

### Centrumlinks

#### Progressive Democrats
Progressieven vormen een grote groep binnen de Democratische fractie in het Congres. Ze zijn sociaal progressief en pleiten onder andere voor de erkenning van het homohuwelijk en maatregelen tegen discriminatie en racisme. Op economisch vlak staan ze voor keynesiaans beleid of een gemengde economie. Deze groepering pleit voor een universele ziekteverzekering, betere bescherming voor werknemers en deelname aan internationale klimaatakkoorden. Deze partijvleugel heeft vaak de steun van de vakbonden.
In het Congres verenigen ze zich, samen met de sociaaldemocraten, in de Congressional Progressive Caucus, die 95 stemgerechtigde leden telt in het 117e Congres.

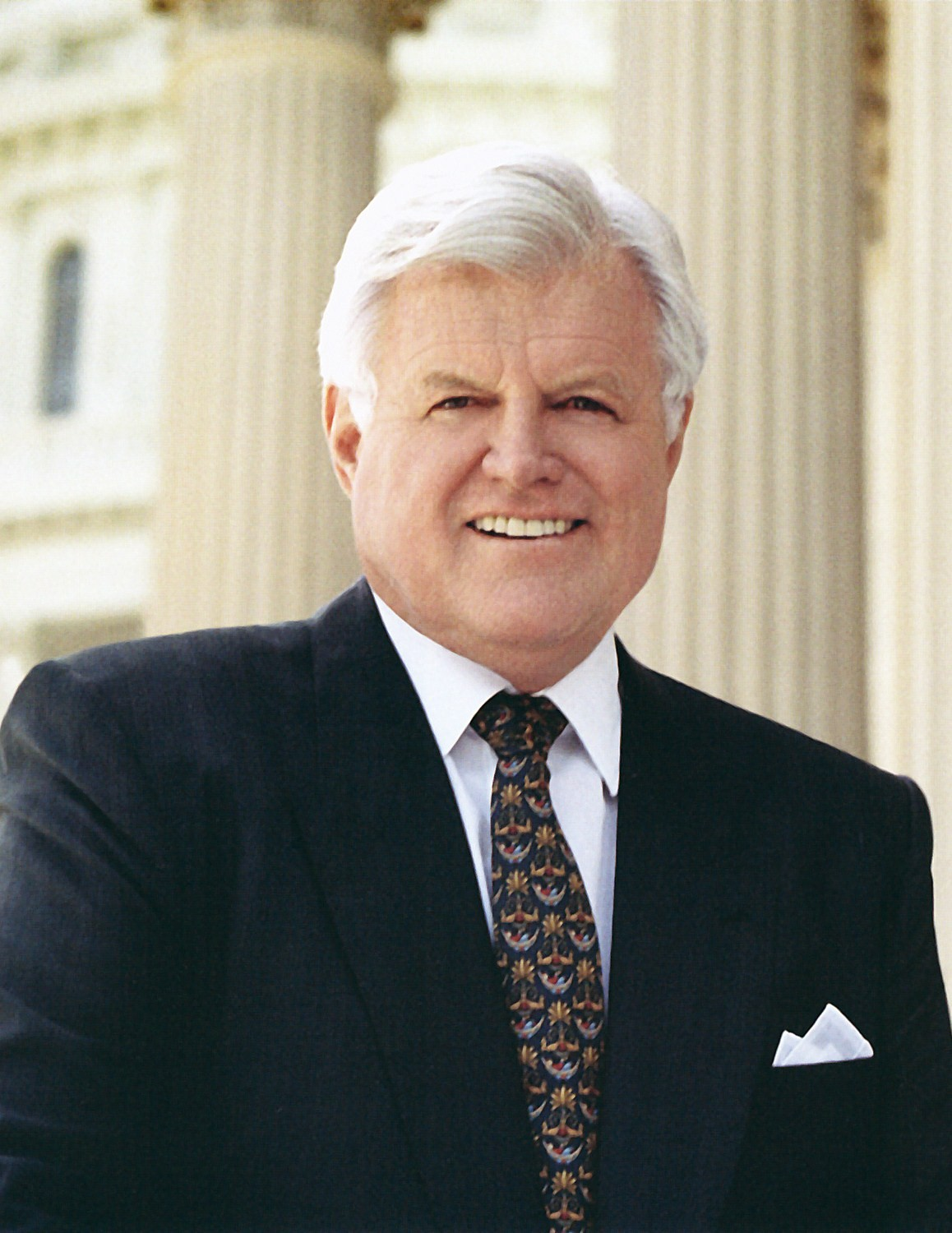
Ted Kennedy was senator van 1962 tot 2009 en lange tijd het gezicht van de progressieve vleugel
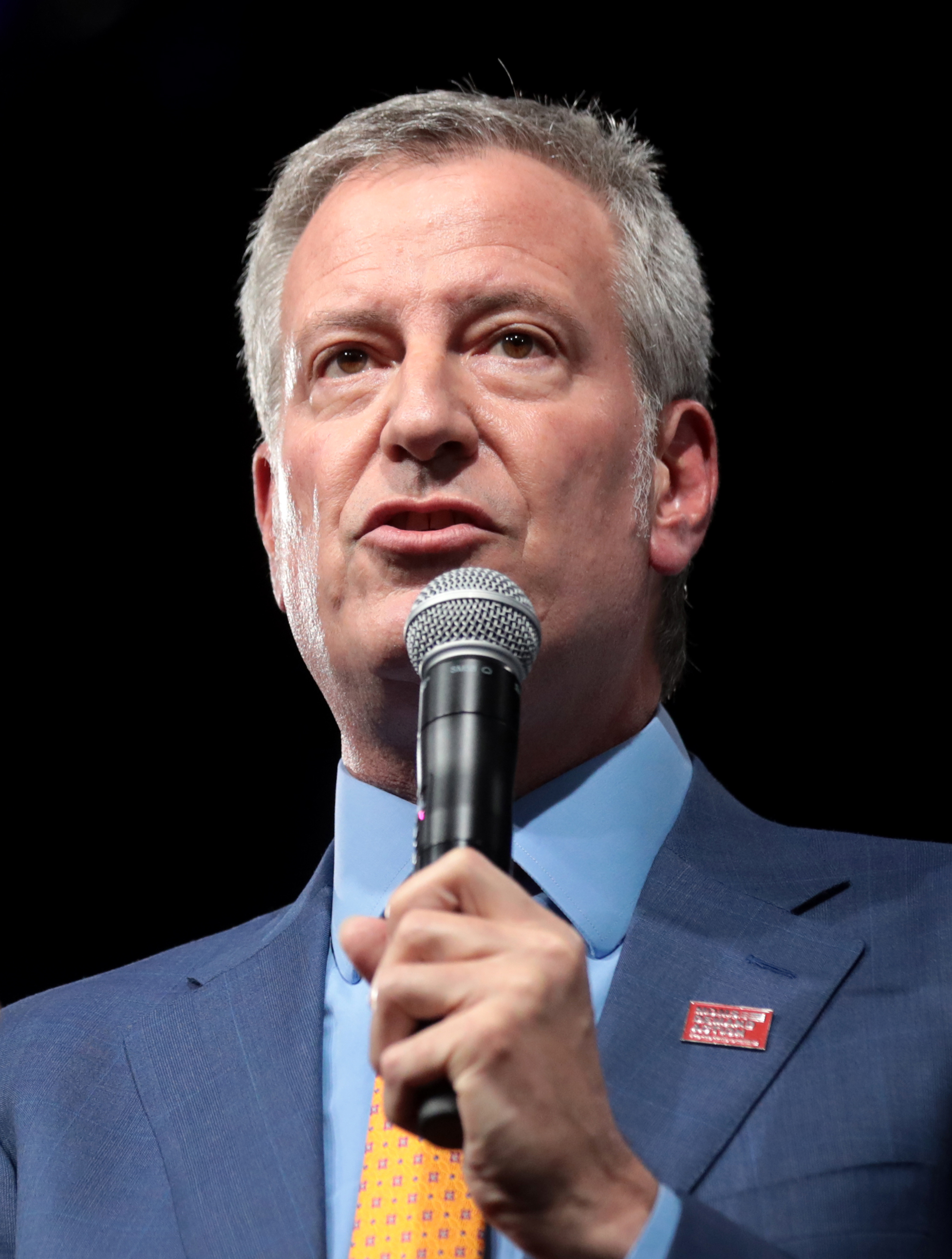
Burgemeester van New York Bill de Blasio is een vooraanstaand progressief

#### Liberal Democrats
Liberals vormen, in aantal nationaal verkozenen, de grootste stroming binnen de Democratische Partij. Net zoals de progressieven zijn ze, door de band genomen, sociaal progressief. Op de economische as bevinden ze zich meer naar rechts en kiezen ze vaker voor neoliberaal beleid. In internationale politiek is de groep verdeeld tussen een liberaal-internationalistische, interventionistische vleugel en een meer terughoudende stroming.

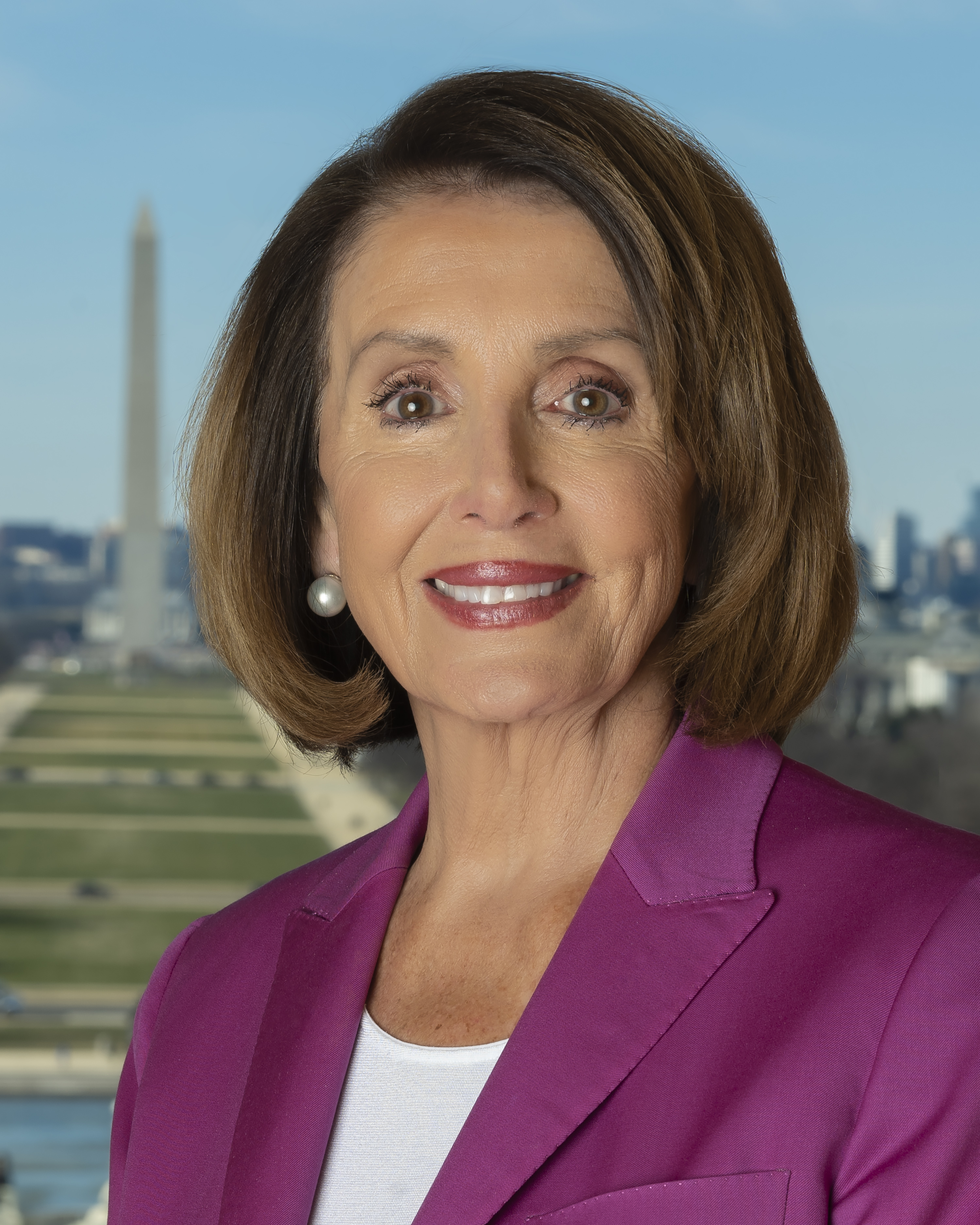
Nancy Pelosi leidt de Democratische fractie in het Huis sinds 2003
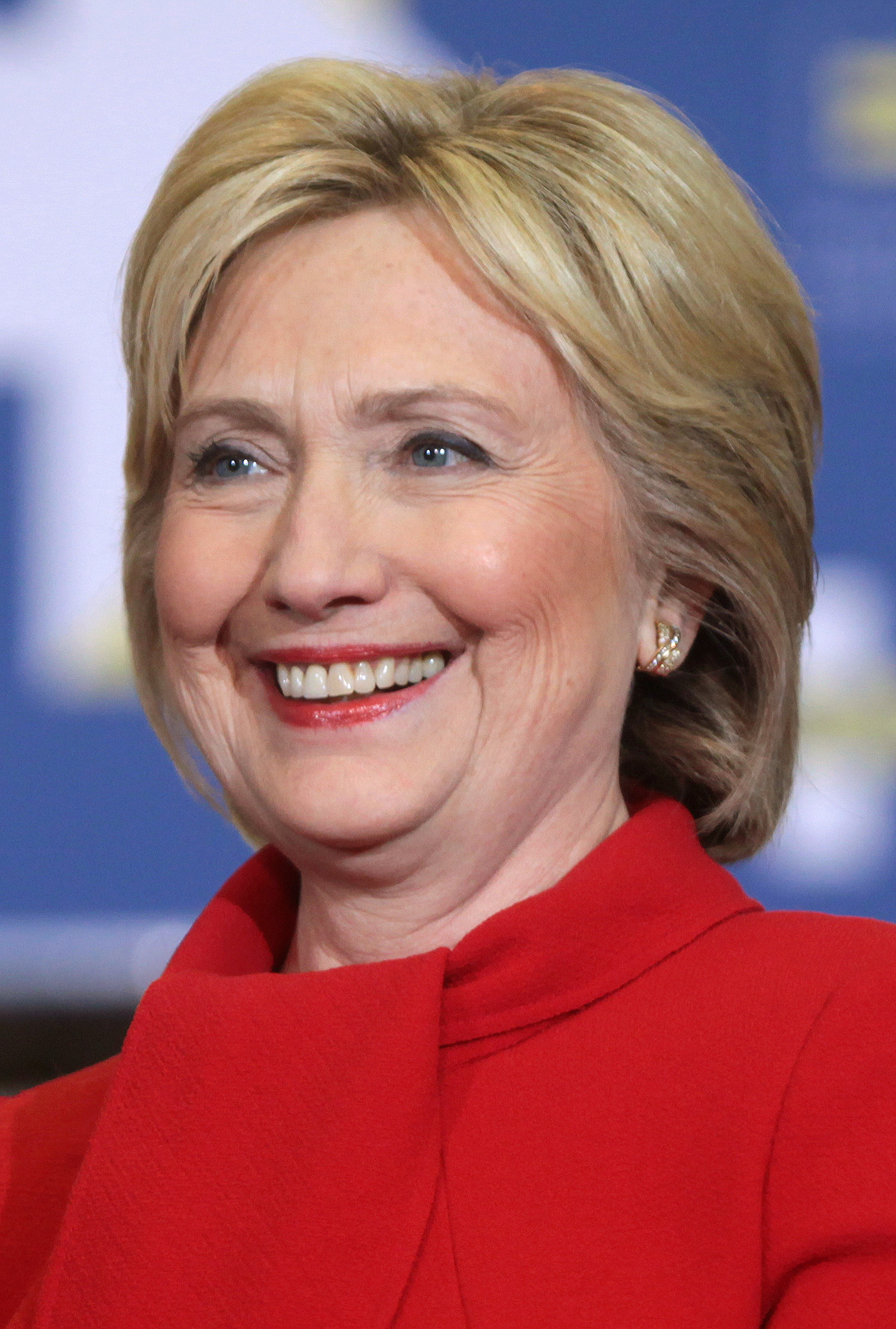
Hillary Clinton was senator van 2001 tot 2009, minister van Buitenlandse Zaken van 2009 en 2013 en presidentskandidate in 2008 en 2016

### Centrum tot centrumrechts

#### Libertarian Democrats
Binnen de Democratische Partij is er wisselende steun voor libertarisch gedachtegoed. Er is echter geen georganiseerde of duidelijk afgebakend libertarische stroming binnen de partij. Wat Democratische libertairen verenigt, is hun verzet tegen oorlog en interventionisme. Sommige zijn economisch zeer rechts en verwerpen alle overheidsingrijpen, anderen neigen meer naar links en trachten individuele vrijheden via de overheid te beschermen. Binnen de Republikeinse Partij is er een grotere groep rechts-libertairen actief.

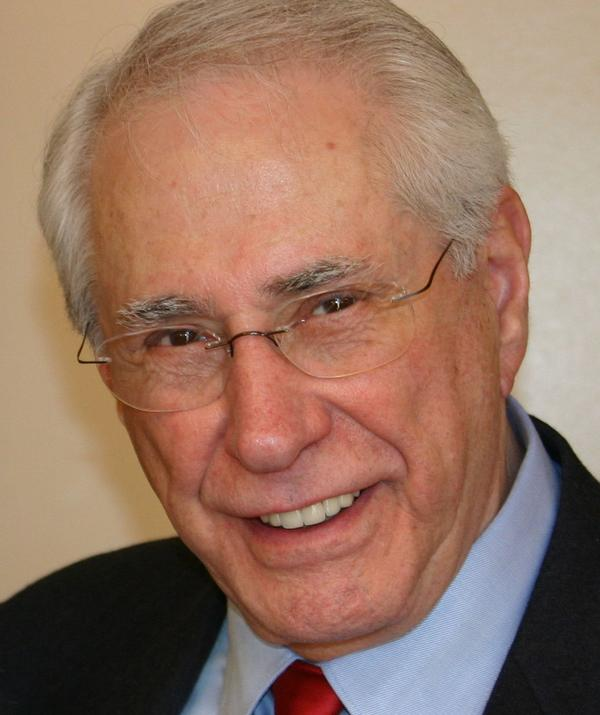
Mike Gravel was senator voor Alaska van 1969 tot 1981 en deed in 2020 een symbolische gooi naar het presidentschap om het Amerikaans imperialisme aan de kaak te stellen
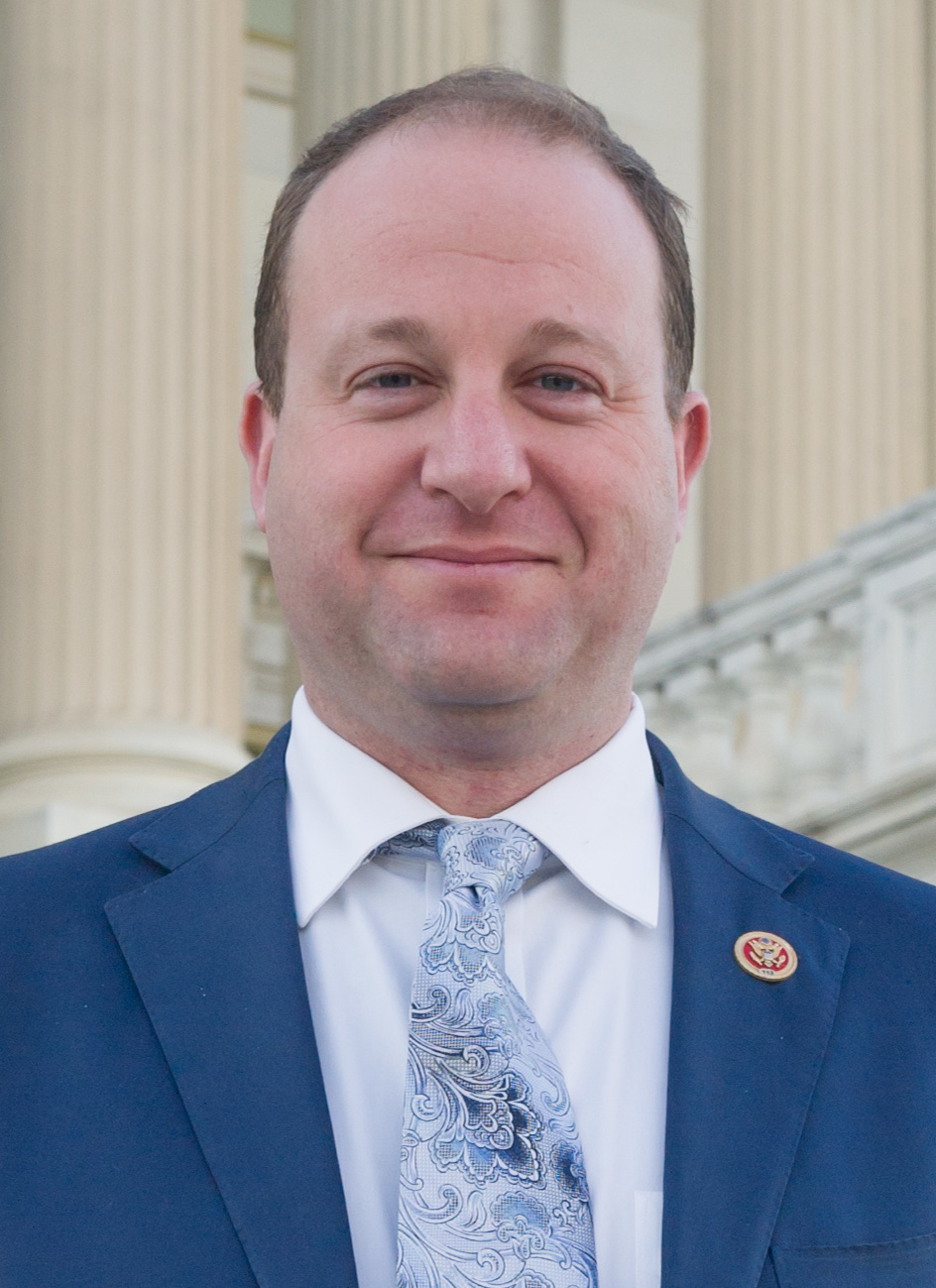
Van 2009 tot 2019 was Jared Polis afgevaardigde, sindsdien is hij gouverneur van Colorado

#### ModeratesenNew Democrats
In de tweede helft van de 20e eeuw ontstond er een centristische stroming binnen de partij. In de jaren 70 en 80 schoof de partij op naar rechts en begon ze een meer neoliberaal beleid door te voeren. Na de overwinning van Ronald Reagan werd in 1985 de Democratic Leadership Council opgericht, een organisatie van gematigde Democraten – niet uitgesproken progressief of economisch links, maar ook niet traditioneel conservatief. Uiteindelijk leidde dit tot de New Democrats, die met de verkiezing van president Bill Clinton en vicepresident Al Gore in 1992 het pleit wonnen binnen de partij. De New Democrats staan voor een neoliberale derde weg-beleid. President Barack Obama wordt door sommigen ook als New Democrat bestempeld. Sinds de jaren 2010 is de invloed tanende, al blijft de New Democrat Coalition de tweede grootste caucus in de Democratische factie. Tussen de New Democrat Coalition en de conservatieve Blue Dog Coalition is er aanzienlijke overlap.

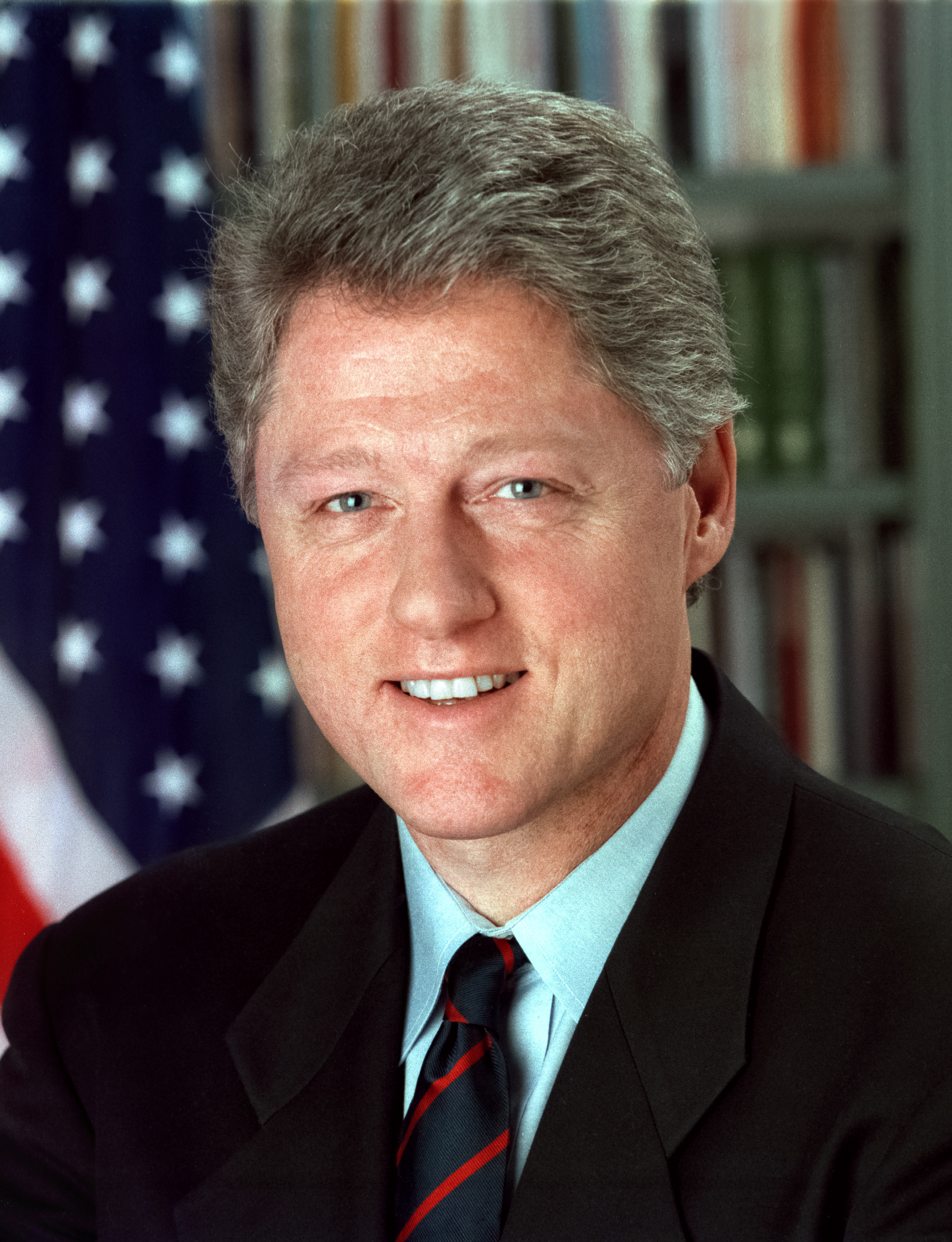
Bill Clinton, president van 1993 tot 2001, zette zich als New Democrat af van de liberals in de partij
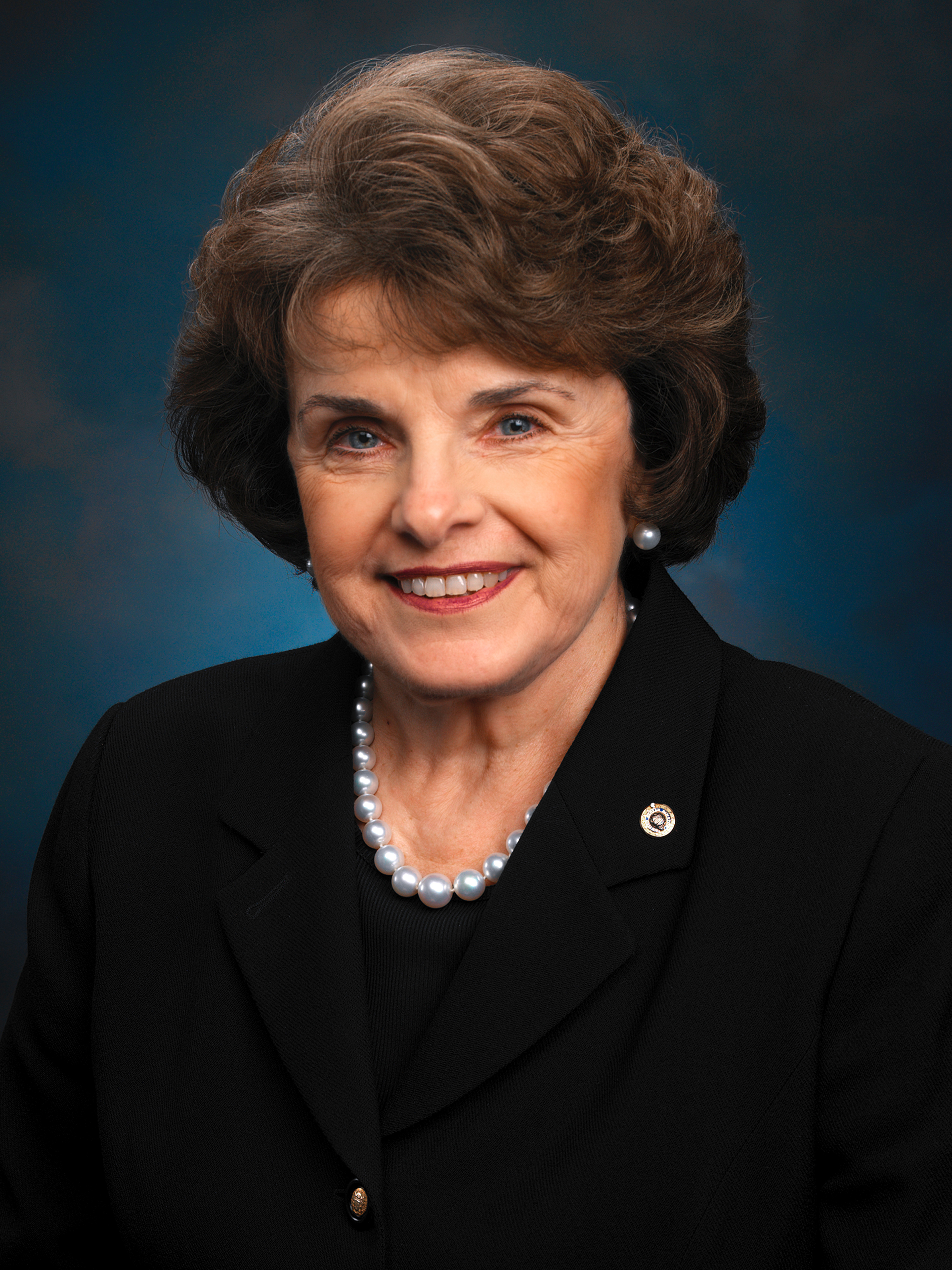
Dianne Feinstein, senator sinds 1992 en ex-burgemeester van San Francisco, werd verkozen als gematigd Democrate
Barack Obama, president van 2008 tot 2016, voer een centrumkoers

#### Conservative Democrats
Conservatieve Democraten maken in de 21e eeuw een kleine minderheid uit van de verkozenen. Ze zijn doorgaans afkomstig uit landelijke districten, staten in het zuiden of andere gebieden waar de Republikeinen sterk staan. Doorgaans zijn ze fiscaal en economisch conservatief en gematigd op sociaal vlak. Congresleden met een conservatieve inslag verenigen zich in de Blue Dog Coalition.

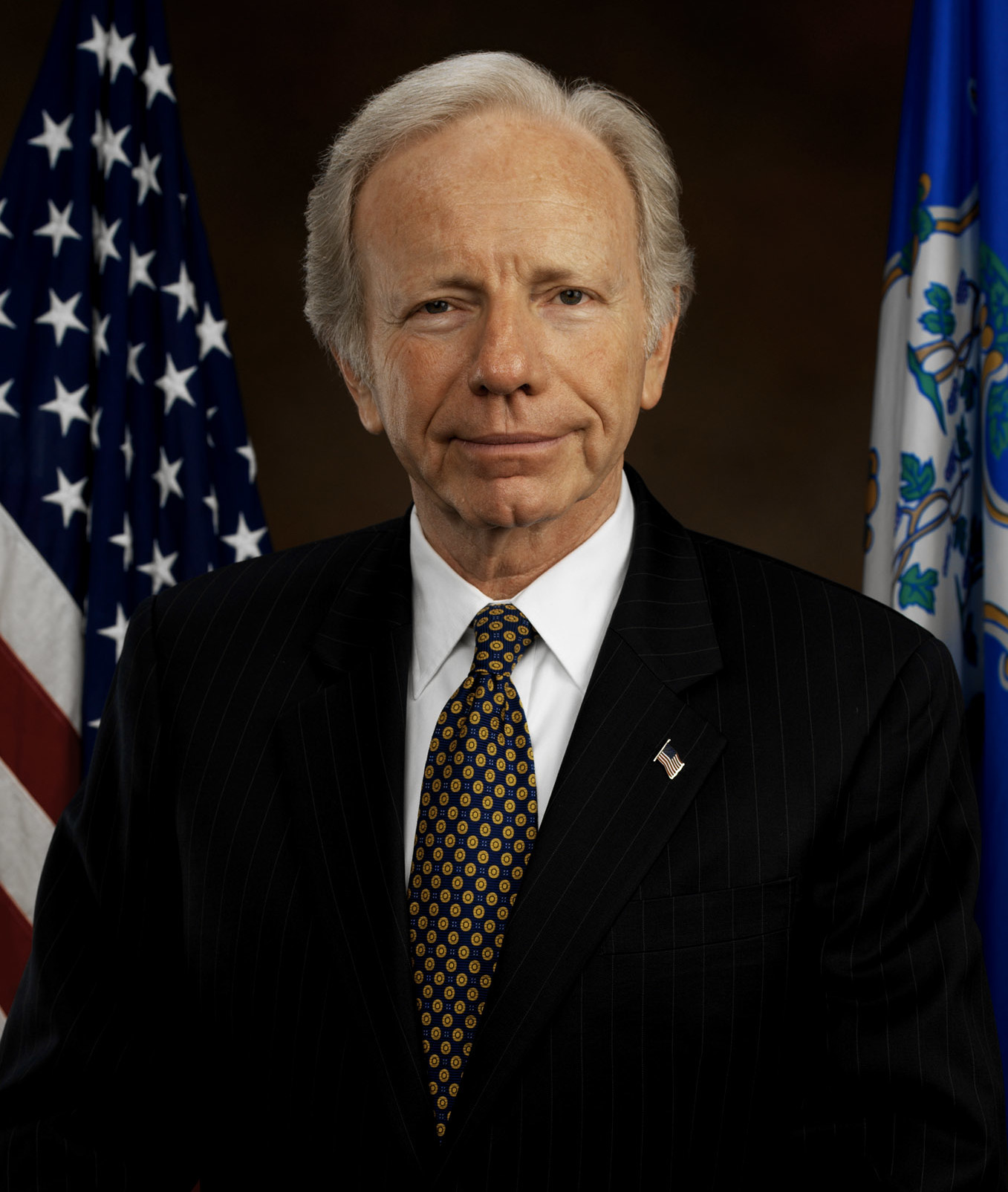
Democraat Joe Lieberman, senator van 1989 tot 2013, stond hoog aangeschreven bij veel Republikeinen
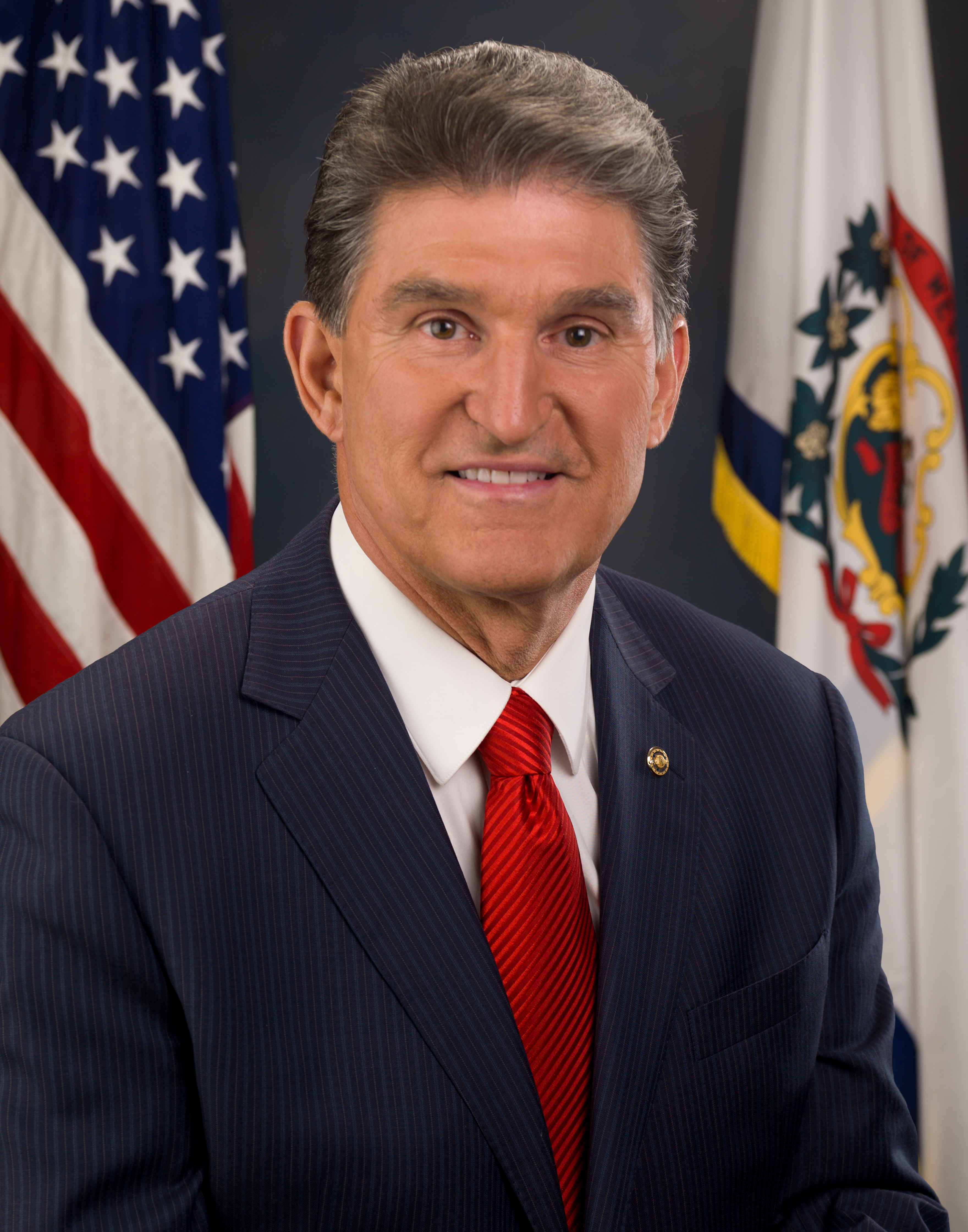
Joe Manchin is ex-gouverneur van West Virginia en sinds 2010 senator

## Kiezers
Bij de parlementsverkiezingen van 2018 stemde 91% van de liberals (een term die duidt op linkse en/of progressieve kiezers) en 62% van de moderates op een Democratische kandidaat. Volgens een peiling uit 2017 vormden liberals met 46% de grootste groep kiezers voor de Democratische Partij, een aanzienlijke stijging van 28% in 2000. De partij trekt voorts meer niet-blanke, niet-religieuze, jongere en hoger opgeleide kiezers aan. De partij steunt voor een groot deel op etnische minderheden. In 2018 stemden 90% van de Afro-Amerikanen, 77% van de Aziatische Amerikanen, 69% van de hispanics en 79% van de joodse Amerikanen voor een Democratische kandidaat.